# تعدد الإرسال الصوتي الفوري القريب

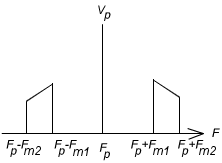

تعد تقنية تعدد الإرسال الصوتي القريب (بالإنجليزية: Multiplex Audio Companded Multiplex، وتُختصر NICAM) أو اختصارًا نيكام، شكلاً مبكرًا من ضغط فقد المعلومات للصوت الرقمي. وقد تم تطويره في الأصل في أوائل السبعينيات من أجل الارتباط من نقطة إلى نقطة داخل شبكات البث. في الثمانينيات، بدأ المذيعون في استخدام هذه التقنية لإرسال الصوت التليفزيوني إلى الجمهور.